# Spaelotis stabulorum
Spaelotis stabulorum är en fjärilsart som beskrevs av Theophil Bienert 1870. Spaelotis stabulorum ingår i släktet Spaelotis och familjen nattflyn. Inga underarter finns listade i Catalogue of Life.